# Hollywood Rehearsal
Hollywood Rehearsal är en demo-samling av L.A. Guns släppt 1997.

## Låtlista
1. I Feel Nice
2. High On You
3. Strange Boat
4. Gunslinger
5. Rip Off
6. Should I Stay Or Should I Go
7. Custard Pie
8. Rock Candy
9. All The Way
10. Guilty
11. Long Time Dead (Remix)
12. Dangerous Games